# Enggano
Enggano – wyspa w Indonezji na Oceanie Indyjskim w prowincji Bengkulu.
Leży koło południowo-zachodniego wybrzeża Sumatry w odległości ok. 120 km; jest najbardziej wysuniętą na południe z łańcucha wysepek ciągnącego się wzdłuż Sumatry. Powierzchnia 402,6 km²; wysokość do 281 m n.p.m.; porośnięta lasem równikowym; wskutek izolacji od innych lądów zachowało się tu wiele endemicznych gatunków zwierząt, głównie ptaków (np. sowa Otus enganensis).
Na wyspie żyje około 1500 mieszkańców (grupa etniczna Enggano), którzy zachowali dawne obyczaje i kulturę (zwłaszcza tańce, które są atrakcją turystyczną).
4 czerwca 2000 r. nawiedzona przez silne trzęsienie ziemi (7,9 w skali Richtera), epicentrum w odległości 10 km od wyspy, zniszczone zostały wszystkie domy.